# Kristian Novak
Kristian Novak (ur. 14 maja 1979 w Baden-Baden) – chorwacki pisarz, językoznawca i karateka.

## Życiorys

### Kariera literacka
Jest synem chorwackich gastarbeiterów, którzy reemigrowali do Chorwacji z Niemiec. Rodzina mieszkała w koszarach w Gaggenau. Jego ojciec pracował jako inżynier w zakładach Mercedes-Benz i zmarł w jego wczesnym dzieciństwie. Matka była zatrudniona w zakładach Salamander Bund. Po powrocie do Chorwacji rodzina zamieszkała w miejscowości Vrhovljan. Uczęszczał do gimnazjum ogólnego w Čakovcu, a w 1997 rozpoczął studia na Wydziale Prawa Uniwersytetu w Zagrzebiu, ale studia te przerwał, m.in. pod wpływem kolegi z roku, dramaturga Sašy Božića. Zapisał się na filologię germańską i kroatystykę na Wydziale Filozoficznym tej samej uczelni. Studia ukończył w 2005 (praca Kodeks niemiecko-chorwacki w dramacie „Gospoda Glembajevi””). W 2007 zaczął studia na Podyplomowym Studium Doktoranckim Lingwistyki na Wydziale Filozoficznym Uniwersytetu w Zagrzebiu. Doktoryzował się w marcu 2011 na podstawie rozprawy na temat wielojęzyczności i tożsamości członków ruchu iliryjskiego.
Obecnie jest wykładowcą lingwistyki w Instytucie Kroatystyki Uniwersytetu w Rijece.
W swojej twórczości często występuje u niego temat dzieciństwa – źródła ran objawiających się z opóźnieniem, w okresie dorosłości oraz przyczyny nieumiejętności nawiązywania relacji z innymi ludźmi. Wskazuje też na to, że dla jego pokolenia źródłem traumy jest nie tyle wojna bałkańska, ale samo życie. Istotną rolę odgrywa w jego pisarstwie kultura i, przede wszystkim, krajobraz Međimurja. Przywrócił mainstreamowej literaturze chorwackiej specyficzny dialekt tego regionu.

### Kariera sportowa
W latach 1998–2009 był członkiem chorwackiej drużyny narodowej karate, zdobywając kilka europejskich i światowych medali w zawodach indywidualnych i drużynowych. Był członkiem Chorwackiego Komitetu Olimpijskiego. Uprawiając karate poznał małżonkę, trzykrotną mistrzynią Europy, Mirnę Šenjug Novak.
Z żoną mieszka w Trešnjevce w Zagrzebiu.

## Powieści
Napisał trzy powieści:
- Wisielcy (Obješeni) z 2005. Powieść ukazała się w niszowym wydawnictwie w niewielkim nakładzie i jest obecnie bardzo słabo dostępna, a autor odmawia jej wznawiania. Stanowi opowieść o życiu młodych dorosłych w kontekście oryginalnie zastosowanego schematu trójkąta miłosnego,
- Czarna matka ziemia (Črna mati zemla) z 2013, polskie wydanie z 2020. Opowieść o związku Matii i Diny, pozornie szczęśliwej pary, dopóki Dina nie zaczyna dostrzegać, że Matija zmyśla wiele faktów ze swojej przeszłości na chorwackiej prowincji.
- Cygan, ale najpiękniejszy (Ciganin, ali najljepši) z 2016. Jest to wielowątkowa, szeroko zakrojona powieść, której akcja rozgrywa się w środowisku romskim. Opowiada o zakazanej miłości i konfliktach etnicznych. Bohaterem jest uchodźca podążający z Mosulu na granicę słoweńsko-chorwacką[2].

Dwie ostatnie powieści były tłumaczone na języki obce i wystawiane w teatrach chorwackich. Przygotowywana jest adaptacji filmowa Czarnej matki ziemi.